# Радіо-бунтарка
Радіо-бунтарка (англ. Radio Rebel) — оригінальний телевізійний фільм Disney Channel, знятий за мотивами новели «Shrinking Violet» режисером Пітером Хоуітом.
В Україні прем'єра відбулась 19 травня 2012 року на Disney Channel.

## Сюжет
Тара Адамс (Деббі Райан) — соромлива сімнадцятирічна старшокласниця в школі Лінкольн-Бей, яка боїться заговорити з ким-небудь в шкільних коридорах або в класі. Але у своїй спальні, вона відома як Радіо-бунтарка. Її радіоефіри надихають учнів. Її вітчим Роб (Мартін Каммінс) працює на Слем FM, популярній радіостанції Сієтла. Коли він дізнається, що Тара — Радіо-бунтарка, слухаючи один з її ефірів на прохання діджея Камі К'ю (Мерседес Де Ла Зерде), він вирішує зробити Тару діджеєм на Слем FM.
Зберігаючи секрет особистості Радіо-бунтарки, Тара стає популярною, бо її радіо-шоу заохочує її однокласників бути собою. Вона весело проводить час; одного разу, вона проводить танцювальну вечірку під час обіду у своїй школі, де директор Морено (Ненсі Робертсон) забороняє слухати ефіри Радіо-бунтарки.
Розсерджена Морено вирішує скасувати бал, поки Радіо-бунтарка приховує свою справжню сутність. Її однокласники розчаровуються в ній і дзвонять на радіо, щоб сказати, що вона розбила їх мрії. Злякавшись, що Бунтарка розчарувала своїх слухачів, Тара та Слем FM вирішили подарувати учням Лінкольн-Бей лаб (англ. Morp) (бал пишеться навпаки (англ. Prom). Студенти висувають її на звання королеви балу і, незважаючи на те, що Морено вижене її зі школи, Тара виходить на сцену, щоб прийняти корону королеви.
З метою захисту Тари, її найкраща подруга Одрі кричить: «Ні, Радіо-бунтарка — це я!». Тарин об'єкт залицяння, Гевін слідує за її прикладом, і всі школярі кричать, що кожен з них Радіо-бунтарка, поки директор Морено не визнає поразку і йде зі сцени. Тара, сповнена впевненістю, коли її прийняли однокласники, віддає корону Стейсі. Та, хто раніше не визнавала радіоведучу, Стейсі, каже: «Я Радіо-бунтарка!». І Стейсі, нарешті, отримує свою корону. Фільм завершується танцем Тари з Гевіном, які нарешті можуть бути самими собою.

## У ролях
- Деббі Раян у ролі Тари Адамс, сором'язлива дівчина, яка стоїть за образом Радіо-бунтарки.
- Сарена Пармар у ролі Одрі, найкраща подруга Тари, яка допомагає їй приховувати таємницю.
- Адам ДіМарко у ролі Ґевіна, учасник гурту «The G's», Тара давно у нього закохана.
- Мерріт Паттерсон у ролі Стейсі, популярна дівчина школи, яка прагне стати королевою балу.
- Аттікус Мітчел у ролі Гейба, дуже амбіційний рокер, лідер гурту «The G's».
- Мерседес Де Ла Зерда у ролі діджея Камі К'ю, популярний радіо діджей, Тарина подруга на Слем FM.
- Мартін Каммінс у ролі Роба, Тарин вітчим, керує Слем FM.

## Саундтрек
Саундтрек до фільму був випущений 21 лютого 2012. В альбом входить сингл «We Got the Beat», випущений 13 лютого 2012 року, і є кавером на однойменну композицію американської групи «The Go-Go's».

### Список композицій
| #   | Назва                                                    | Тривалість |
| --- | -------------------------------------------------------- | ---------- |
| 1.  | «We Got the Beat» (Деббі Райан)                          | 2:22       |
| 2.  | «Can't Stop The Rock» (The Barrymores)                   | 2:34       |
| 3.  | «Afterthought» (The Whereabouts)                         | 2:50       |
| 4.  | «Turn It All Around» (The GGGG's)                        | 2:46       |
| 5.  | «We So Fly» (The GGGG's)                                 | 2:44       |
| 6.  | «Brand New Day» (Карі Кіммел)                            | 2:37       |
| 7.  | «Backing Off» (Champion)                                 | 2:53       |
| 8.  | «We Ended Right» (Деббі Райан, Чейз Райан та Чед Хайвлі) | 4:06       |
| 9.  | «No Advances» (Two Hours Traffic)                        | 3:18       |
| 10. | «Like You Love Her» (Fat Sue)                            | 3:48       |
| 11. | «Now I Can Be The Real Me» (The GGGG's)                  | 3:18       |
| 12. | «Touch The Ground» (Central Park)                        | 1:58       |
| 13. | «My Revolution» (Above Envy)                             | 2:37       |
| 14. | «A Wish Comes True Everyday» (Деббі Райан)               | 3:11       |
| 15. | «Rebel New»                                              | 3:05       |

## Інформація про дубляж
Фільм дубльовано студією LeDoyen на замовлення Disney Character Voices International у 2012 році.

### Ролі дублювали
- Олена Борозенець — Тара
- Юлія Шаповал — Одрі
- Юрій Сосков — Гевін
- Станіслав Мельник — Гейб
- Дарина Муращенко — Стейсі
- Катерина Брайковська — діджей Камі К'ю
- Максим Білоногов — Беррі
- Остап Вакулюк — Леррі
- та інші